# Anthony Oliver Scott
Pour les articles homonymes, voir Scott.
Anthony Oliver Scott (A. O. Scott), né à Northampton (Massachusetts) le 10 juillet 1966 , est un journaliste et critique de cinéma américain.

## Biographie
Avec Manohla Dargis, Anthony Oliver Scott est le principal critique de film du New York Times.

## Palmarès des dix meilleurs films
Il publie chaque année une liste des dix meilleurs films de l'année :

### Top dix 2013
1. Inside Llewyn Davis[1]
2. Twelve Years a Slave
3. La Vie d'Adèle (Blue Is the Warmest Color)
4. All About Albert (Enough Said)
5. A Touch of Sin
6. All Is Lost
7. Frances Ha
8. Hannah Arendt
9. Le Majordome
10. Gatsby le Magnifique (The Great Gatsby)

#### Autres films remarquables
Before Midnight, Au-delà des collines (Beyond the Hills), César doit mourir, Computer Chess, Le cœur a ses raisons (Fill the Void), Fruitvale Station, La grande bellezza, Her, In a World…, Beaucoup de bruit pour rien, Museum Hours (en), Nebraska, An Oversimplification of Her Beauty (en), Viola, Vous n'avez encore rien vu.

### Top dix 2015
1. The Assassin et Mad Max: Fury Road[2]
2. Le cinéma de Nathaniel Dorsky et de Jerome Hiler
3. Bridge of Spies
4. Carol
5. In Jackson Heights
6. The Martian
7. The Kindergarten Teacher
8. The Diary of a Teenage Girl
9. The Big Short
10. Sixty Six